# Mecistoptera velifera
Mecistoptera velifera är en fjärilsart som beskrevs av Swinhoe 1885. Mecistoptera velifera ingår i släktet Mecistoptera och familjen nattflyn. Inga underarter finns listade i Catalogue of Life.